# Agence Svenska Telegrambyran
L'Agence Svenska Telegrambyran est coopérative de quotidiens basée en Suède et fondée en 1867. Elle fut la première agence de presse du pays. Elle a ensuite organisé sa fusion, en 1921-1922, avec la Presstelegrambolaget, créée en 1920 par les journaux de province suédois.

## Histoire
L'Agence Continentale allemande participa avec l'Agence de presse Ritzaus, danoise, à la constitution de l'Agence Svenska Telegrambyran en Suède, puis, la même année à celle de la Norks Telegrambyra en Norvège, car ces pays étaient devenus son « territoire », plus que celui de la britannique Reuters. 
L'année précédente, Eric Nikolai Ritzau, jeune journaliste au sein de la rédaction du "Danish National Journal" de Copenhague en tant que reporter pour les affaires politiques et parlementaires, avait organisé la réception et la transmission de télégrammes de l'étranger. En février 1866, il fonde le "Nordic", ou "Bureau central des télégrammes", bientôt appelée Agence de presse Ritzaus, pour exploiter le câble sous-marin de l'Agence Reuters reliant l'île allemande de Norderney à Newcastle en Angleterre. Ensuite, Reuters et Eric Nikolai Ritzau n'ont pas réussi à trouver un accord commercial et le second a trouve un autre partenaire, l'Agence Continentale, refusant ensuite une offre de rachat de Reuters en septembre 1868.
Une quatrième agence scandinave, la "Finska Telegrambyra" sera créée en Finlande en association avec les russes, beaucoup plus tard, en 1887, tandis qu'un accord de coopération mutuelle lie les quatre agences scandinaves, deux ans plus tard en 1889.
L'Agence Svenska Telegrambyran a ensuite organisé sa fusion, en 1921-1922, avec la Presstelegrambolaget, créée en 1920 par les journaux de province suédois.